# 茲維德基
49°47′22″N 36°18′0″E / 49.78944°N 36.30000°E

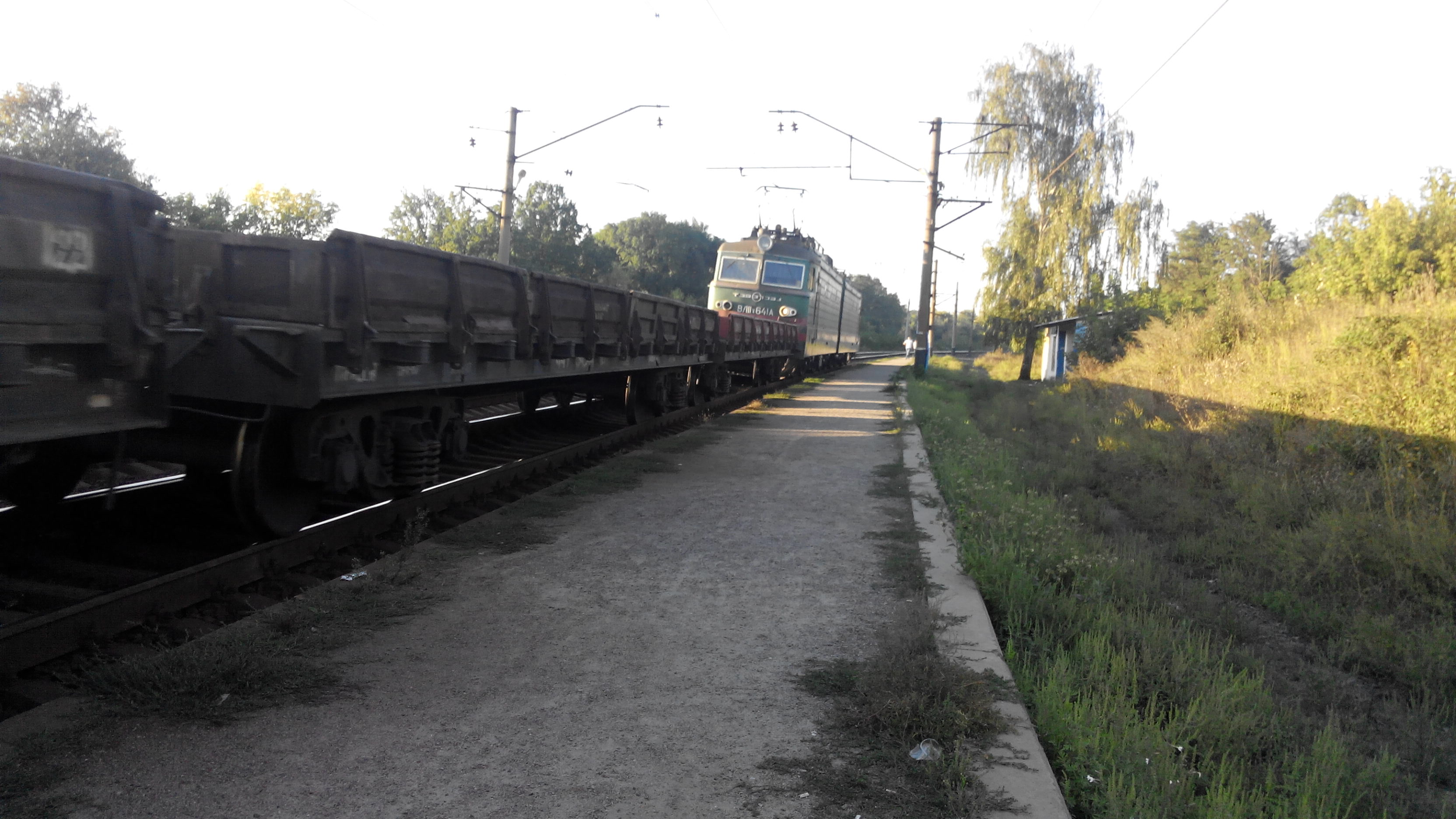

茲維德基（烏克蘭語：Звідки）是位於烏克蘭東部的村莊，由哈爾科夫州丘胡伊夫区的茲米伊夫市鎮負責管轄。該村始建於1660年，面積0.09平方公里，海拔高度148米，2001年人口228，人口密度每平方公里2,620.7人。